# Franciszek Mikołaj Rypiński
Franciszek Mikołaj Rypiński herbu Radwan – budowniczy połocki do 1754 roku.
Jako poseł na sejm zwyczajny pacyfikacyjny 1735 roku z województwa połockiego i stronnik Augusta III Sasa podpisał uchwałę Rady Generalnej Konfederacji Warszawskiej w 1735 roku.